# Montceau-les-Mines
Montceau-les-Mines é uma comuna francesa na região administrativa de Borgonha-Franco-Condado, no departamento Saône-et-Loire. Estende-se por uma área de 16,62 km². Em 2010 a comuna tinha 18 218 habitantes (densidade: 1 096,1 hab./km²).384 hab/km².